# Fränen
Fränen (Rorippa) är ett släkte av korsblommiga växter. Fränen ingår i familjen korsblommiga växter.

## Bildgalleri

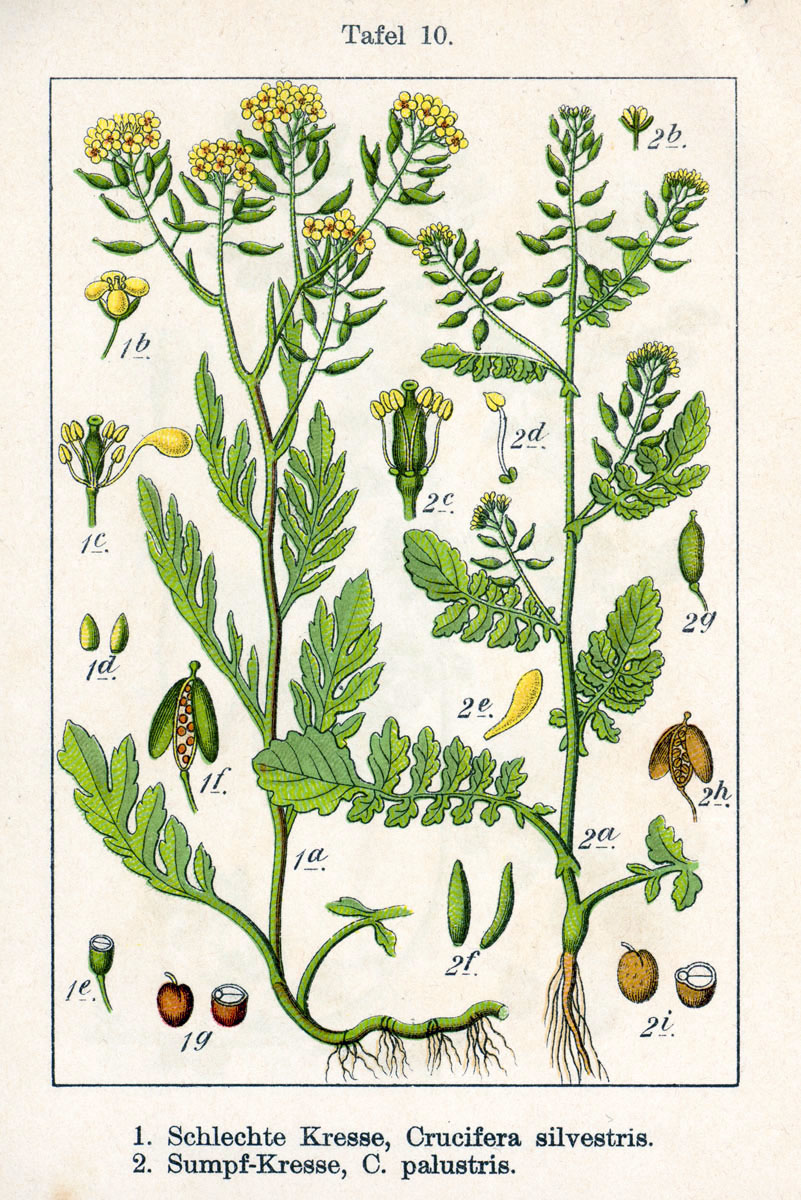
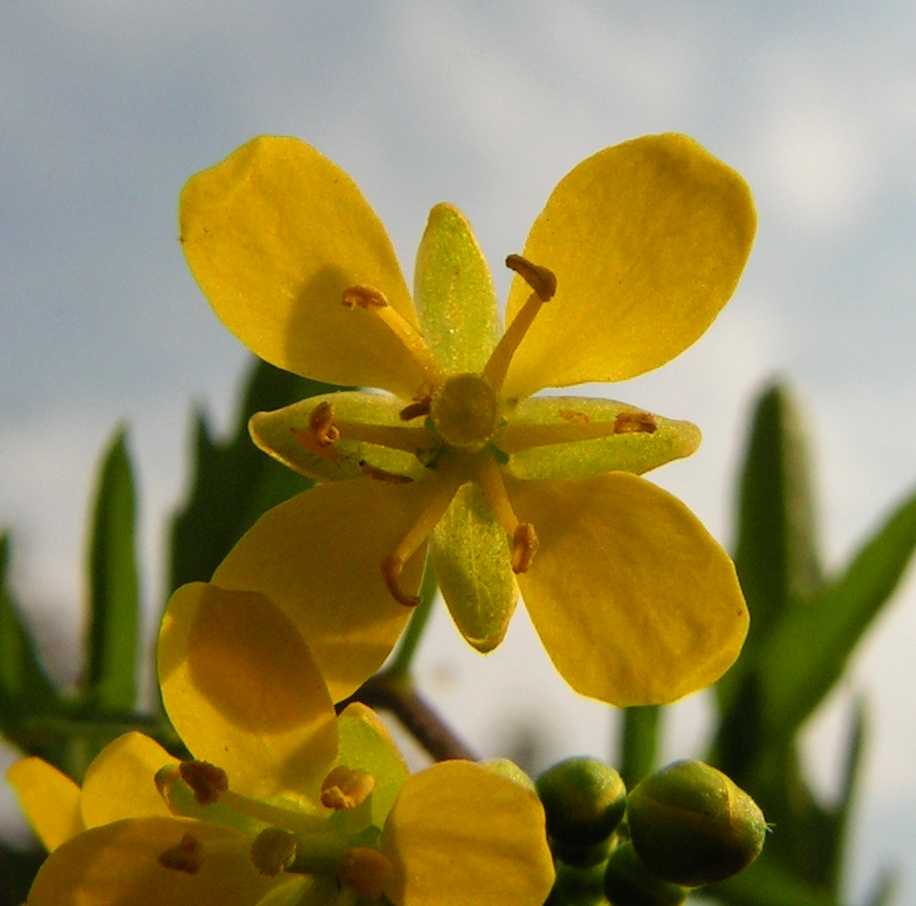
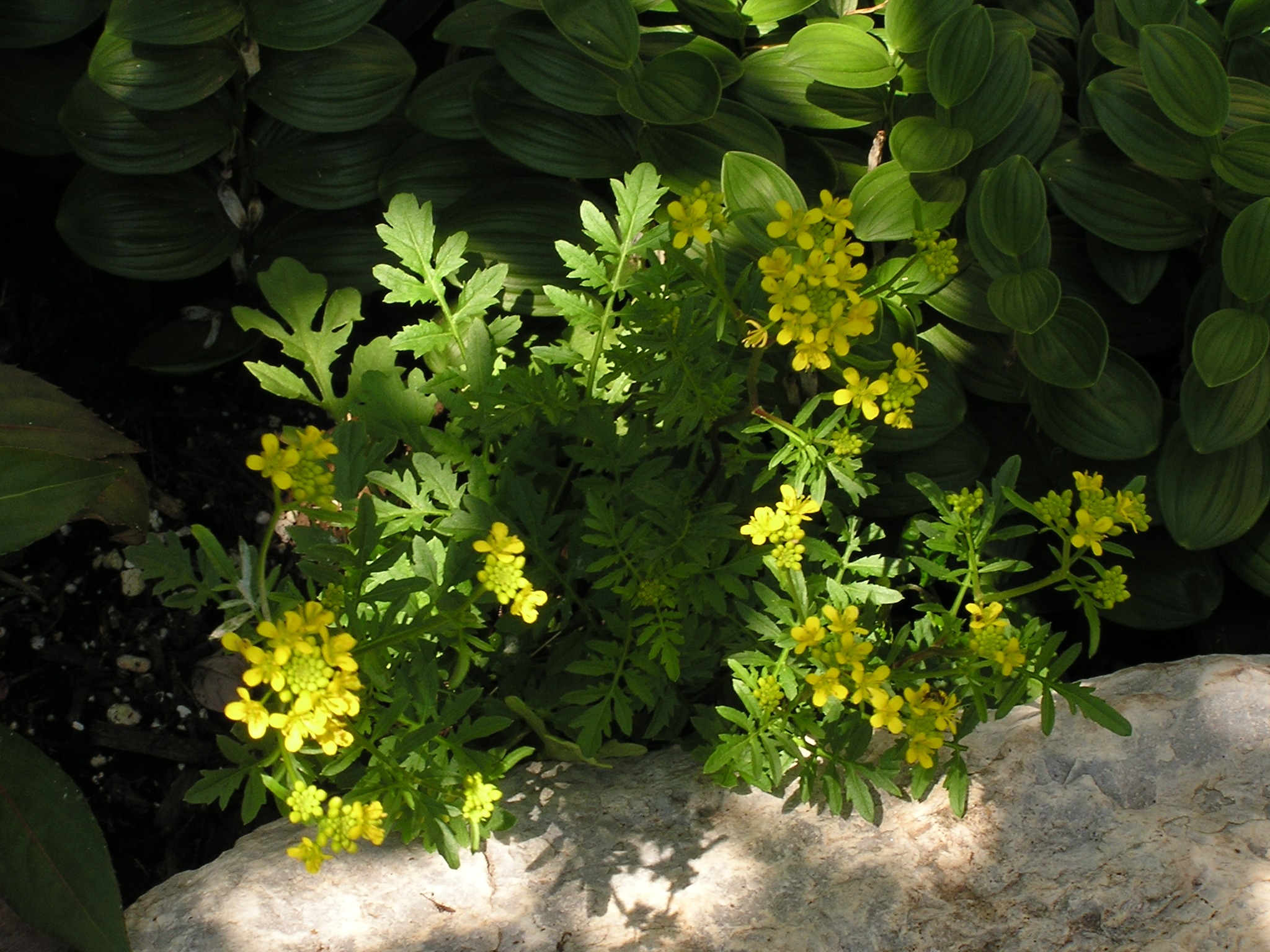
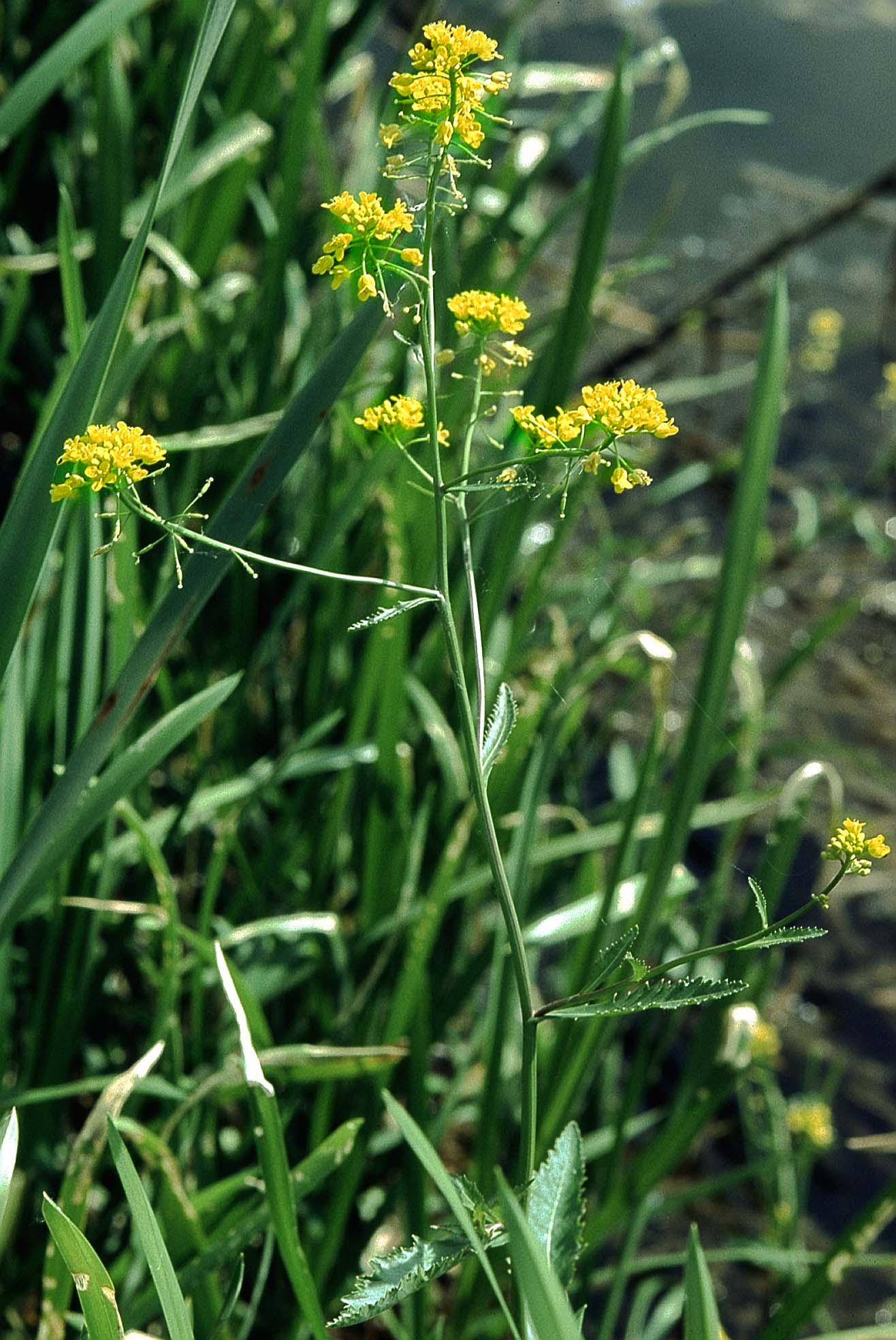

## Dottertaxa till Fränen, i alfabetisk ordning[1]
- Rorippa alpina
- Rorippa amphibia
- Rorippa ampullicarpa
- Rorippa anceps
- Rorippa aquatica
- Rorippa astyla
- Rorippa atlantica
- Rorippa aurea
- Rorippa austriaca
- Rorippa austroamericana
- Rorippa backeri
- Rorippa barbareifolia
- Rorippa beckii
- Rorippa benghalensis
- Rorippa bonariensis
- Rorippa brachycarpa
- Rorippa calycina
- Rorippa camelinae
- Rorippa cantoniensis
- Rorippa chubutica
- Rorippa clandestina
- Rorippa cochlearioides
- Rorippa coloradensis
- Rorippa columbiae
- Rorippa cryptantha
- Rorippa crystallina
- Rorippa curvipes
- Rorippa curvisiliqua
- Rorippa cygnorum
- Rorippa dictyosperma
- Rorippa dietrichiana
- Rorippa divaricata
- Rorippa dubia
- Rorippa eggersii
- Rorippa elata
- Rorippa eustylis
- Rorippa fluviatilis
- Rorippa gigantea
- Rorippa globosa
- Rorippa hayanica
- Rorippa hilariana
- Rorippa humifusa
- Rorippa hybosperma
- Rorippa icarica
- Rorippa indica
- Rorippa insularis
- Rorippa integrifolia
- Rorippa intermedia
- Rorippa islandica
- Rorippa kurdica
- Rorippa laciniata
- Rorippa laurentii
- Rorippa lippizensis
- Rorippa madagascariense
- Rorippa mandonii
- Rorippa megasperma
- Rorippa mexicana
- Rorippa micrantha
- Rorippa microtitis
- Rorippa millefolia
- Rorippa nana
- Rorippa neocaledonica
- Rorippa nikkoensis
- Rorippa nudiuscula
- Rorippa palustris
- Rorippa peekelii
- Rorippa philippiana
- Rorippa pinnata
- Rorippa podolica
- Rorippa portoricensis
- Rorippa prolifera
- Rorippa pyrenaica
- Rorippa ramosa
- Rorippa sarmentosa
- Rorippa schlechteri
- Rorippa sessiliflora
- Rorippa sinuata
- Rorippa sodalis
- Rorippa spasskajae
- Rorippa sphaerocarpa
- Rorippa stenophylla
- Rorippa subumbellata
- Rorippa sylvestris
- Rorippa tenerrima
- Rorippa teres
- Rorippa valdes-bermejoi
- Rorippa ventanensis